# Aculus
Genre
Aculus est un genre d'acariens de la famille des Eriophyidae. L'une des espèces, Aculus eurynotus, est un parasite de la Carotte.

## Liste des espèces
Selon GBIF (1er mai 2021) :
- Aculus acraspis (Nalepa, 1892)
- Aculus aegirinus (Nalepa, 1892)
- Aculus albopurpurascus Huang, 2001
- Aculus alfalfae (Roivainen, 1950)
- Aculus altissimae Xue & Hong, 2005
- Aculus amurens
- Aculus amygdali Xue & Hong, 2005
- Aculus anthobius (Nalepa, 1892)
- Aculus aphanotrichus (Liro, 1943)
- Aculus arbosti (Cotte, 1924)
- Aculus argenteae (Farkas, 1963)
- Aculus arzakanensis Bagdasarian, 1970
- Aculus asteri
- Aculus atlantazaleae (Keifer, 1940)
- Aculus aucupariae (Liro, 1943)
- Aculus balevskii Natcheff, 1966
- Aculus ballei (Nalepa, 1891)
- Aculus bambusae Kuang, 1991
- Aculus betuli (Nalepa, 1896)
- Aculus bistichos Flechtmann, 2004
- Aculus blagayanae
- Aculus breviseta Carmona, 1972
- Aculus calcarifer (Liro, 1943)
- Aculus chamaespartii Carmona, 1974
- Aculus changbais Xue, Song & Hong, 2008
- Aculus cheilophilanus
- Aculus coggygriae Xue & Hong, 2005
- Aculus comatus (Nalepa, 1892)
- Aculus conspicillatus Flechtmann & De Moraes, 2003
- Aculus convolvuli (Nalepa, 1891)
- Aculus cornutus Banks, 1905
- Aculus coronillae (Canestrini & Massalongo, 1893)
- Aculus craspedobius (Nalepa, 1925)
- Aculus crassulae Knihinicki, Petanović, Cvrković & Varia, 2018
- Aculus cuihuae
- Aculus cytisi Labanowski, 2000
- Aculus daibuensis Huang, 2001
- Aculus daneki (Shi & Boczek, 2000)
- Aculus daphnes (Roivainen, 1951)
- Aculus epiphyllus (Nalepa, 1892)
- Aculus eupteleae
- Aculus eurynotus (Nalepa, 1894)
- Aculus fascigrans Boczek & Shi, 2002
- Aculus fockeui (Nalepa & Trouessart, 1891)
- Aculus fraxini (Nalepa, 1894)
- Aculus gebeliae
- Aculus gemmarum (Nalepa, 1892)
- Aculus glacialis (Thomas, 1885)
- Aculus glechomae (Liro, 1940)
- Aculus hedysari (Liro, 1941)
- Aculus helianthemi (Roivainen, 1950)
- Aculus hippocastani (Fockeu, 1890)
- Aculus huangzhongensis Kuang, 2000
- Aculus huixiansis Xue & Hong, 2005
- Aculus hygrophilus (Roivainen, 1953)
- Aculus hyperici (Liro, 1943)
- Aculus jahandiezi (Cotte, 1924)
- Aculus jasmini
- Aculus jingbois
- Aculus juglandis Natcheff, 1966
- Aculus kerneri (Nalepa, 1894)
- Aculus kochi (Nalepa & F.A.W.Thomas, 1894)
- Aculus lactucae (Canestrini, 1893)
- Aculus laevis (Nalepa, 1892)
- Aculus lalithi Xue & Zhang, 2008
- Aculus latilobus (Keifer, 1955)
- Aculus latus (Nalepa, 1894)
- Aculus leionotus (Nalepa, 1891)
- Aculus lhasasorbariae
- Aculus ligustri (Keifer, 1938)
- Aculus longifilis (Canestrini, 1892)
- Aculus longisetus Carmona, 1972
- Aculus lydii
- Aculus macrocarpae Huang, 2004
- Aculus magnirostris (Nalepa, 1892)
- Aculus malvae Boczek & Davis, 1984
- Aculus marinkovici Petanovic, 1987
- Aculus martialis (Liro, 1941)
- Aculus medicager
- Aculus megacrinis Keifer, 1962
- Aculus minor (Nalepa, 1892)
- Aculus minutus (Nalepa, 1890)
- Aculus mogeri (Farkas, 1960)
- Aculus mononis
- Aculus morivagrans Boczek, 1968
- Aculus myrsinites (Roivainen, 1947)
- Aculus nigrus Keifer, 1959
- Aculus niphocladae Keifer
- Aculus olearius Castagnoli, 1977
- Aculus ornatus (Roivainen, 1947)
- Aculus parakarensis (Bagdasarian, 1972)
- Aculus parvus (Nalepa, 1892)
- Aculus phyllocoptoides (Nalepa, 1891)
- Aculus pimpinellae (Liro, 1941)
- Aculus pitangae Boczek & Davis, 1984
- Aculus podanthi (Nalepa, 1929)
- Aculus populi Xue & Hong, 2005
- Aculus prunellae (Liro, 1942)
- Aculus pteleaevagrans Boczek, 1964
- Aculus pulaviensis Boczek, 1968
- Aculus pycnorhynchus (Nalepa, 1925)
- Aculus reticulatus (Nalepa, 1890)
- Aculus retiolatus (Nalepa, 1892)
- Aculus ribis Manson, 1989
- Aculus rigidus (Nalepa, 1894)
- Aculus robustalucidus Han & Zhang, 2019
- Aculus rubiae (Roivainen, 1953)
- Aculus rugosus (Sapozhnikova, 1980)
- Aculus rumexis
- Aculus salicis Kuang & Luo, 1997
- Aculus salicisalbae (Nalepa, 1925)
- Aculus salicisarbusculae (Nalepa, 1925)
- Aculus salicisforbyanae (Nalepa, 1925)
- Aculus salicisfragilis (Nalepa, 1925)
- Aculus salicisgrandifoliae (Nalepa, 1925)
- Aculus salicisincanae (Nalepa, 1925)
- Aculus salicisretusae (Nalepa, 1925)
- Aculus sarothamni Boczek, 1961
- Aculus sayanicus
- Aculus schlechtendali (Nalepa, 1890)
- Aculus schmardae (Nalepa, 1889)
- Aculus schubarti (Farkas, 1960)
- Aculus scutellariae (G.Canestrini & Massalongo, 1895)
- Aculus sorbariae
- Aculus spectabilis
- Aculus stachysi (Petanovic & Boczek, 1991)
- Aculus staphyleae (Pantanelli, 1912)
- Aculus syriacus (Fockeu, 1892)
- Aculus tetanothrix (Nalepa, 1889)
- Aculus tetranemus Lotfollahi & Gol, 2016
- Aculus teucrii (Nalepa, 1892)
- Aculus thomasi (Nalepa, 1895)
- Aculus tibetsalicinus
- Aculus tibialis (Liro, 1943)
- Aculus tiliaevagrans Boczek, 1964
- Aculus toxicodendri
- Aculus triflorae (Di Stefano, 1966)
- Aculus trifolii Natcheff, 1979
- Aculus truncatus (Nalepa, 1892)
- Aculus ulae Boczek, 1961
- Aculus unctus Boczek, 1964
- Aculus variabilis (Roivainen, 1953)
- Aculus viburnifoliae (Boczek & Shi, 1995)
- Aculus vignaus
- Aculus xylostei (G.Canestrini, 1892)
- Parulops corynocarpi Manson, 1984
- Parulops heatherae Manson, 1984

## Systématique
Le nom scientifique complet (avec auteur) de ce taxon est Aculus Keifer, 1959.
Selon GBIF (1er mai 2021), les genres suivants sont synonymes d'Aculus :
- Bamboocarus Chandrapatya & Boczek, 2002
- Parulops Manson, 1984